# Ville-sur-Arce
Ville-sur-Arce település Franciaországban, Aube megyében. Lakosainak száma 203 fő (2022. január 1.). Ville-sur-Arce Bar-sur-Seine, Buxières-sur-Arce, Celles-sur-Ource, Chervey, Landreville, Merrey-sur-Arce és Viviers-sur-Artaut községekkel határos.

## Népesség
A település népessége az elmúlt években az alábbi módon változott:
| Lakosok száma | 260  | 261  | 264  | 248  | 246  | 219  | 212  | 208  | 200  | 203  |
|               | 1968 | 1982 | 1999 | 2006 | 2011 | 2015 | 2017 | 2018 | 2020 | 2022 |